# Broken Dreams
Broken Dreams (Brasil: Sonhos Desfeitos ) é um filme norte-americano de 1933, do gênero drama, dirigido por Robert G. Vignola e estrelado por Randolph Scott e Martha Sleeper.

## Sinopse
O doutor Robert Morley rejeita o filho Billy quando sua esposa falece durante o parto. Com isso, Billy é criado pelos parentes, até que, seis anos depois, um arrependido doutor Robert tenta recobrar a guarda do filho. Ele sai vitorioso, mas sua vitória tem um gosto amargo, já que agora precisa lidar com os problemas advindos da hostilidade entre Billy e Martha, sua segunda esposa.

## Elenco
| Ator/Atriz        | Personagem           |
| ----------------- | -------------------- |
| Randolph Scott    | Doutor Robert Morley |
| Martha Sleeper    | Martha Morley        |
| Joseph Cawthorn   | John Miller          |
| Beryl Mercer      | Hilda Miller         |
| Buster Phelps     | Billy Morley         |
| Charlotte Merriam | Grace                |
| Sidney Bracey     | Hopkins              |
| Adele St. Mauer   | Mademoiselle         |
| Phyllis Lee       | Enfermeira           |
| Martin Burton     | Paul                 |
| Clarence Geldart  | Doutor Fleming       |
| Edward LeSaint    | Juiz                 |